# NWA United States Junior Heavyweight Championship (Georgia version)
L'NWA United States Junior Heavyweight Championship (Georgia version), è stato un titolo di wrestling di proprietà della National Wrestling Alliance e veniva difeso nel territorio della Georgia.
Il titolo fu attivo dal 1964 al 1976, quando fu disattivato.

## Storia
Il titolo fa parte di una serie di titoli con lo stesso nome promossi dai territori della NWA. Il territorio della Georgia iniziò a promuovere una sua versione del tiolo dal 1964, assegnandolo a Greg Peterson, vincitore di un torneo per decretare il campione inaugurale.
Nel corso degli anni settanta l'importanza del titolo andò a scemare, con l'ultimo campione documentato che è Bob Orton Jr., nel 1976. Da allora il titolo non è più utilizzato ed è considerato disattivato.

## Albo d'oro
| #                          | Campione        | Regno | Data             | Giorni | Località          | Evento     | Note                                                                                                 | Fonti |
| -------------------------- | --------------- | ----- | ---------------- | ------ | ----------------- | ---------- | --- | ----- |
| 1                          | Greg Peterson   | 1     | 18 novembre 1964 | 160    | Columbus, Georgia | House show | In un torneo per decretare il campione inaugurale, sconfiggendo in finale Don Carson e Dick Dunn.    |       |
| 2                          | Mario Galento   | 1     | 27 aprile 1965   | 8      | Macon, Georgia    | House show | |       |
| 3                          | Billy Boy Hines | 1     | 5 maggio 1965    | 76     | Columbus, Georgia | House show | |       |
| 4                          | Wildman Philips | 1     | 20 luglio 1965   | --     | Macon, Georgia    | House show | |       |
| Storia del titolo non nota |                 |       |                  |        |                   |            | |       |
| 5                          | Billy Boy Hines | 2     | agosto 1965      | --     | --                | --         | |       |
| 6                          | Mario Galento   | 2     | settembre 1965   | --     | --                | --         | |       |
| 7                          | Bob Boyer       | 1     | 2 novembre 1965  | 15     | Macon, Georgia    | House show | |       |
| 8                          | Don Carson      | 1     | 17 novembre 1965 | 42     | Columbus, Georgia | House show | |       |
| 9                          | Billy Boy Hines | 3     | 29 dicembre 1965 | 45     | Columbus, Georgia | House show | |       |
| 10                         | Chin Lee        | 1     | 12 febbraio 1966 | 31     | Columbus, Georgia | House show | |       |
| 11                         | Mario Galento   | 3     | 15 marzo 1966    | 7      | Macon, Georgia    | House show | |       |
| 12                         | Chin Lee        | 2     | 22 marzo 1966    | 22     | Macon, Georgia    | House show | |       |
| 13                         | Bobby Shane     | 1     | 13 aprile 1966   | 7      | Columbus, Georgia | House show | |       |
| 14                         | Chin Lee        | 3     | 20 aprile 1966   | 7      | Columbus, Georgia | House show | |       |
| 15                         | Mario Galento   | 4     | 27 aprile 1966   | 28     | Columbus, Georgia | House show | |       |
| —                          | Vacante         | —     | 25 maggio 1966   | —      | —                 | —          | Il titolo fu reso vacante a causa del finale controverso di una difesa titolata contro Louie Tillet. |       |
| 16                         | Mario Galento   | 5     | 1 giugno 1966    | 98     | Columbus, Georgia | House show | In uno spareggio per riassegnare il titolo contro Tillet.                                            |       |
| 17                         | Louie Tillet    | 1     | 7 settembre 1966 | 125    | Columbus, Georgia | House show | |       |
| 18                         | Bobby Hart      | 1     | 10 gennaio 1967  | 7      | Macon, Georgia    | House show | |       |
| 19                         | Louie Tillet    | 2     | 17 gennaio 1967  | 120    | Macon, Georgia    | House show | |       |
| —                          | Vacante         | —     | 17 maggio 1967   | —      | —                 | —          | Il titolo fu reso vacante a causa del finale controverso di una difesa titolata contro Nick Kozak.   |       |
| 20                         | Louie Tillet    | 3     | 24 maggio 1967   | 2590   | Columbus, Georgia | House show | In uno spareggio per riassegnare il titolo contro Kozak.                                             |       |
| 21                         | Ron Garvin      | 1     | 26 giugno 1974   | 119    | Columbus, Georgia | House show | |       |
| 22                         | Pat Barrett     | 1     | 23 ottobre 1974  | --     | Columbus, Georgia | House show | |       |
| 23                         | Bob Orton Jr.   | 1     | dicembre 1974    | --     | --                | House show | |       |
| 24                         | Jerry Brisco    | 1     | 28 maggio 1975   | --     | Columbus, Georgia | House show | |       |
| 25                         | Bob Orton Jr.   | 2     | giugno 1975      | --     | --                | House show | |       |
| 26                         | Mike Graham     | 1     | 12 agosto 1975   | 301    | Macon, Georgia    | House show | |       |
| 27                         | Bob Orton Jr.   | 3     | 8 giugno 1976    | --     | Tampa, Florida    | House show | |       |
| —                          | Disattivato     | —     | 1976             | —      | —                 | —          | Il titolo smise di essere promosso ed è considerato disattivato.                                     |       |